# 宮川良一
宮川 良一（みやかわ よしかず、1954年5月16日 - ）は、日本の政治家、実業家。北海道紋別市長（5期）。

## 略歴
北海道紋別市に生まれる。北海道紋別北高等学校、北星学園大学経済学部卒業。
大学卒業後は地元の食品会社（株式会社丸キ宮川商店）の社長を務め、紋別吹奏楽団を立ち上げて初代団長になるなどした。1990年に紋別市議会議員に初当選。
2005年に紋別市長選挙に出馬。民主党北海道連推薦で同党の松木謙公衆議院議員の支援を受け、「希望と感動の街づくり」を打ち出し、自民党推薦の赤井邦男前市長を抑えて9,226票で初当選した。6月30日に市長に就任した。
紋別ニューシティ開発公社社長、オホーツク紋別空港ビル株式会社社長、紋別市文化連盟会長、紋別青年会議所理事長などを務める。
2008年12月、2009年の改選に再選を目指して出馬することを表明。2009年6月7日に民主の他自民も「事実上の支援」を表明し、無投票で再選した。

### 2013年紋別市長選挙
2013年6月16日の紋別市長選挙に出馬し3選。
※当日有権者数：-人 最終投票率：57.67%（前回比：-pts）
| 候補者名 | 年齢 | 所属党派 | 新旧別 | 得票数  | 得票率 | 推薦・支持 |
| -------- | ---- | -------- | ------ | ------- | ------ | ---------- |
| 宮川良一 | 59   | 無所属   | 現     | 8,509票 | 75.0%  | -          |
| 村谷護国 | 68   | 無所属   | 新     | 2,840票 | 25.0%  | -          |

2017年・2021年の市長選挙にいずれも無投票で当選。

### 2025年紋別市長選挙
2025年の市長選挙は12年ぶりの選挙戦となり、6期目を目指したが、元紋別市議の山崎彰則に敗れた。
※当日有権者数：16,522人 最終投票率：59.35%（前回比：-pts）
| 候補者名 | 年齢 | 所属党派 | 新旧別 | 得票数  | 得票率 | 推薦・支持 |
| -------- | ---- | -------- | ------ | ------- | ------ | ---------- |
| 山崎彰則 | 57   | 無所属   | 新     | 5,540票 | 57.5%  | -          |
| 宮川良一 | 72   | 無所属   | 現     | 4,090票 | 42.5%  | -          |